# Nikkei 225
Nikkei 225 (日経平均株価 Nikkei Heikin Kabuka?), comúnmente denominado índice Nikkei, es el índice bursátil más popular del mercado japonés. Lo componen los 225 valores más líquidos que cotizan en la Bolsa de Tokio. Desde 1971, lo calcula el periódico Nihon Keizai Shinbun (Diario Japonés de los Negocios), de cuyas iniciales proviene el nombre del índice.
Estos valores se caracterizan por su elevada liquidez. Tiene su base 100 el 16 de mayo de 1949. Alcanzó un máximo de 38.957,44 el 29 de diciembre de 1989.
Los valores del índice Nikkei ponderan por precios y no por capitalización, aunque este cálculo difiere de una media simple ya que el divisor es ajustado.
La lista de sus componentes es revisada anualmente y los cambios se hacen efectivos a principios de octubre, aunque pueden introducirse en casos excepcionales, cambios en otras fechas.

## Historia
El Nikkei se publicó por primera vez el 16 de mayo de 1949.

## Composición
El índice Nikkei 225 está compuesto por las 225 mayores empresas seleccionadas de los 450 valores más líquidos del Primer Mercado (First Section) de la Bolsa de Tokio (TSE), y la lista se renueva cada año.